# Музыка, Пётр Фёдорович
Пётр Фёдорович Музыка (1919 год, село Павловское (сегодня — Успенский район, Павлодарская область, Казахстан) — дата и место смерти не известны, СССР) — колхозник, комбайнёр, Герой Социалистического Труда (1957). Депутат Верховного Совета Казахской ССР.

## Биография
Родился в 1919 году в крестьянской семье в селе Павловское (сегодня — Успенский район, Павлодарская область, Казахстан). В 1932 году вступил в колхоз. Работал рядовым колхозником. Окончив курсы комбайнёров, стал работать с 1938 года в Надаровской МТС. С 1958 года работал комбайнёром в колхозе «Заря коммунизма». Потом был заведующим машинным двором.
В 1950 году применил метод сцепки двух комбайнов, в результате чего собрал урожай с 3839 гектаров. В 1954 году за 25 дней убрал зерновые с участка площадью 1305 гектаров и обмолотил 9882 центнеров пшеницы. В 1956 году принял социалистическое обязательство убрать урожай с площади в 3000 гектаров при норме в 648 гектаров. Выполнив своё обязательство, Пётр Музыка ежедневно скашивал по 70-125 гектаров. За этот доблестный труд он был удостоен в 1957 году звания Героя Социалистического Труда.
Участвовал во всесоюзной выставке ВДНХ. Трижды избирался депутатом Верховного Совета Казахской ССР (1947, 1951 и 1955 гг.)

## Награды
- Герой Социалистического Труда — указом Президиума Верховного Совета СССР от 11 января 1957 года;
- дважды орден Ленина;
- дважды орден Трудового Красного Знамени;
- Большая и малая золотые медали ВДНХ.